# Valeriu Rusu
Valeriu Rusu (n. 1935 Mihăileanca, județul Hotin, România, astăzi în raionul Chelmenți, regiunea Cernăuți, Ucraina - d. 4 noiembrie 2008 Aix-en-Provence, Franța) a fost un lingvist și dialectolog român, profesor de limba română și șef al Departamentului de Lingvistică Comparată a Limbilor Romanice și Română la Université de Provence (Franța), membru titular al Academiei de Științe, Arte și Agricultură din Aix-en-Provence.

## Biografie
- 1953 - a absolvit liceul Mihai Vitezul din București
- 1958 - a absolvit facultatea de filologie a Universității din București
- 1963- 1969 - este colaborator al centrului de fonetică din cadrul Academiei Române.
- 1969- 1987- lector la Universitatea din București
- Din 1987 locuiește în Franța. Este profesor de limba română și șef al Departamentului de Lingvistică Comparată a Limbilor Romanice și Română la Université de Provence.

A fost căsătorit cu Aurelia Rusu. Fiica: Romanița Matei- Rusu, arhitect.

## Opera științifică
A publicat peste 300 de lucrări, inclusiv 23 de monografii și cărți în domeniul dialectologiei, istoriei limbii și filologiei, formării cuvintelor, etnografiei, folclorului, sociolingvisticii și romanisticii. A participat la lucrările multor confernițe internaționale științifice.  În anul 1996 a ținut un curs de prelegeri la Universitatea din Chișinău.